# Kabinett Schrenck von Notzing
Das Kabinett Schrenck von Notzing bildete vom 1. Mai 1859 bis zum 4. Oktober 1864 die von König Maximilian II. berufene Landesregierung des Königreiches Bayern.
| Amt                                                                          | Name |
| ---------------------------------------------------------------------------- | --- |
| Vorsitzender im Ministerrat sowie Staatsminister des Kgl. Hauses und Äußeres | Karl Freiherr Schrenck von Notzing                                                                                       |
| Staatsminister des Innern                                                    | Maximilian von Neumayr                                                                                                   |
| Staatsminister des Innern für Kirchen- und Schulangelegenheiten              | Theodor von Zwehl bis 29. Juli 1864 Nikolaus von Koch ab 1. August 1864                                                  |
| Staatsminister der Justiz                                                    | Karl Christoph Freiherr von Mulzer bis 31. Juli 1864 Eduard Peter Ritter von Bomhard ab 1. August 1864                   |
| Staatsminister der Finanzen                                                  | Benno Heinrich Ritter von Pfeufer                                                                                        |
| Staatsminister des Handels und der öffentlichen Arbeiten                     | Karl Freiherr Schrenck von Notzing                                                                                       |
| Kriegsminister                                                               | Ludwig von Lüder bis 12. Juni 1861 Moriz von Spies 13. Juni 1861 bis 10. Oktober 1862 Eduard von Lutz ab 15. August 1863 |